# 岡澤完治
岡澤 完治（おかざわ かんじ、1923年（大正12年）6月25日 - 1972年（昭和47年）6月27日）は、日本の弁護士、政治家。衆議院議員（2期、民社党）。位階は正五位、勲等は勲三等。

## 来歴・人物
大阪府枚方市津田町生まれ。母親とは早くに死別した。
小学校卒業後、府立四條畷中学校に学ぶ。1945年（昭和20年）、陸軍士官学校卒業。
1946年（昭和21年）4月、京都大学法学部入学。卒業後、大学院に進学し国際法を専攻した。
1954年（昭和29年）、法曹界に入る。愛情と信頼を信条とし、進んで恵まれない人たちの弁護を引き受け、「庶民の岡沢、正義の岡沢」として知られた。
1959年（昭和34年）、大阪府議会選挙に際し、やがて第二の故郷となった大東市から日本社会党公認として立候補し、当選したが、これは、岡沢が庶民の中に親しく入っていった庶民性と行動力がその根底にあったからである。
住宅問題には執念を燃やして取り組み、「住宅議員」の異名を持った。
1960年（昭和35年）、民社党の結党に参加。1963年（昭和38年）、第30回衆議院議員総選挙大阪3区落選。1967年（昭和42年）の第31回衆議院議員総選挙で初当選。当選すること2回、在職期間は5年7カ月であった。党中央執行委員、政策審議会副会長、法務政策委員長、青年学生対策委員長を歴任（ジャーナリストとして活躍する塩田満彦は大学卒業直後は岡澤の秘書だった）。1972年（昭和47年）6月27日、衆議院議員在任中に死去、49歳。死没日をもって勲三等旭日中綬章追贈、正五位に叙される。選挙区は中野寛成が引き継いだ。

## エピソード
社会主義者の安部磯雄を尊敬していた。
「人間、長所とつき合えば悪友なし」を人生哲学として、人間の善意を信じて疑わず、誰とでも温かい態度をもって接した庶民政治家であった。
日ごろ岡澤は、「ぼくの趣味は新聞、雑誌の切り抜きだよ」と言っていたが、書棚には各党の政党機関紙を含んだ十年来の切り抜きが二百に及ぶ項目に分類して整理されていた。国政の審議にあたって、岡澤は必ずしもはでな議論を展開するということはなかったが、整備の行き届いた資料をもとに問題を掘り下げて、その本質を的確にとらえ、しかも、長期的展望に立って大胆に論断を下した。

## 家族
- 妻と四男二女あり[2]。
- 娘の夫：西村眞悟（衆議院議員）